# Barfodsdanserindens Offer
Barfodsdanserindens Offer er en dansk stum melodramafilm fra 1912 produceret af Constantin Philipsen Film. Filmens instruktør er ukendt.
Filmen havde dansk premiere den 12. februar 1912 i Victoria-Teatret.

## Handling
En ung lovende mand, Alfred, ender i hænderne på en samvittighedsløs kvinde, varietéstjernen og barfodsdanseren Lona. Alfred betages af den erfarne og varmblodede Lona, der dog fortæller, at hun har et engagement i udlandet. Han stjæler penge fra sin moder for at kunne tage med, og parret lever i sus og dus med Lona på et moderne badested. Lona spiller de sidste penge op på væddeløbsbanen, og mister herefter interessen for Alfred, og kaster sig i stedet over en gammel tilbeder. Alfred vender hjem som blind passager på en damper, men modet svigter, da han er ankommet til hjemstavnen og han kaster sig i havnen for at drukne sig. Han reddes dog og vender tilbage til sin moders bryst. Han tilgives og har på ny udsigt til en fremtid fuld af lykke efter at have været igennem sorg og modgang.

## Medvirkende
- Gerhard Jessen
- Mignon de Benville